# Zhang Changning
Zhang Changning (chiń. 張常寧; ur. 6 listopada 1995 w Jiangsu) – chińska siatkarka, reprezentantka kraju, grająca na pozycji przyjmującej i atakującej. 

## Sukcesy klubowe
Mistrzostwo Chin:
- 2017
- 2016, 2021, 2022
- 2015, 2018, 2024[2]

## Sukcesy reprezentacyjne
Puchar Azji:
- 2014, 2016

Igrzyska Azjatyckie:
- 2014

Mistrzostwa Azji:
- 2015[3]

Puchar Świata:
- 2015[4], 2019

Igrzyska Olimpijskie:
- 2016

Puchar Wielkich Mistrzyń:
- 2017

Mistrzostwa Świata:
- 2018

## Nagrody indywidualne
- 2014 - Najlepsza atakująca Pucharu Azji